# Шоколадный ликёр

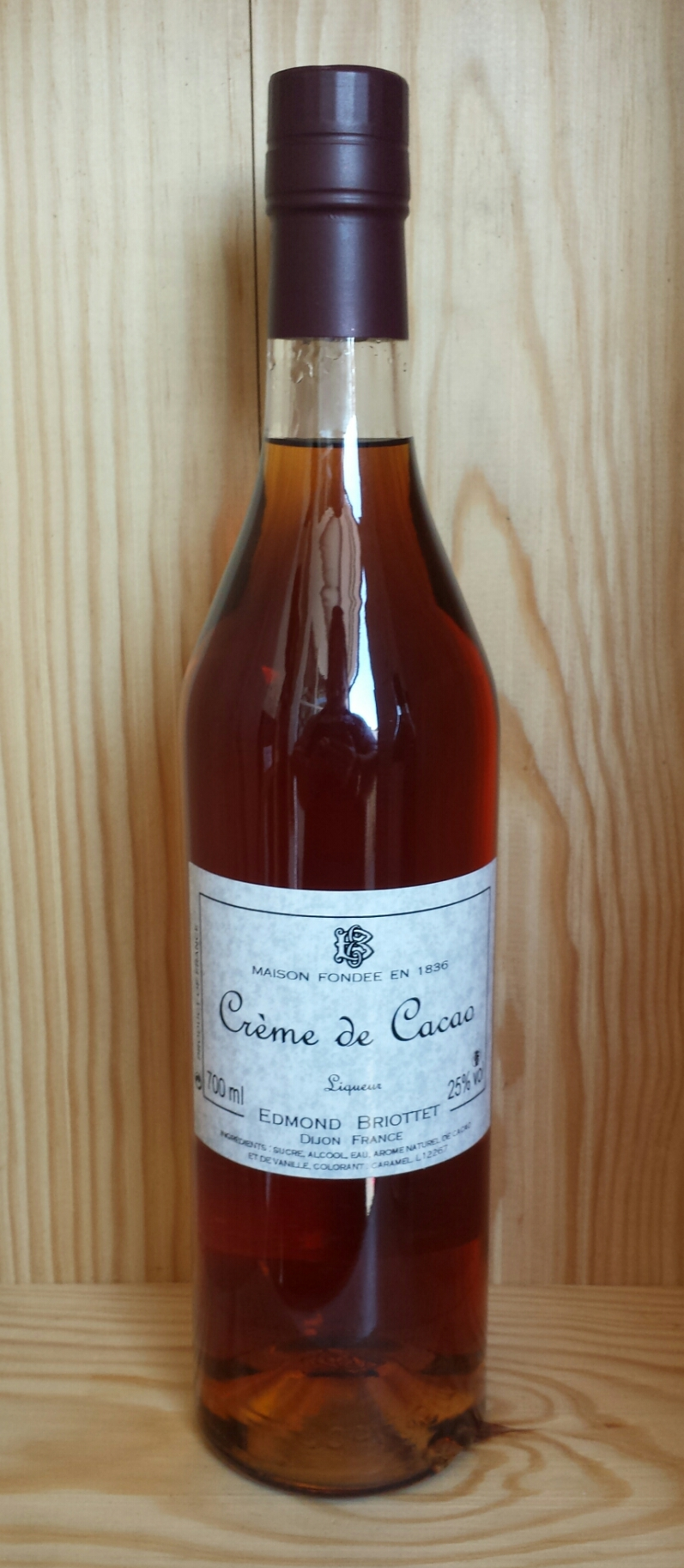
Бутылка шоколадного ликёра Crème de cacao

Шоколадный ликёр — ликёр, который по вкусу напоминает шоколад.

## История
Шоколадный ликёр не является новым изобретением. Во Франции встречаются упоминания о производстве и продаже шоколадного ликёра ещё в 1666 году. В контексте предполагается, что речь идёт именно о шоколадном ликёре, а не каком-либо другом шоколадном напитке. В Новой Англии до американской революции XVIII века популярным было «шоколадное вино». Его ингредиенты включали херес, портвейн, шоколад и сахар. Кроме того, шоколадный ликёр описан во французском руководстве, опубликованном в 1780 году. Во французском руководстве для фармацевтов, изданном в 1803 году, содержится рецепт шоколадного ликёра (ratafia de chocolat, также ratafia de cacao). Аналогичный рецепт включает в себя американская поваренная книга начала XIX века, опубликованная в 1825 году, которая хранится в историческом архиве в Южной Каролине. В учебных пособиях и энциклопедиях, издававшихся на протяжении XIX и в начале XX века на французском, английском и испанском языках, были опубликованы схожие рецепты. В конце XIX века руководство по кулинарии приводит рецепт, который включает в себя методы очистки и окрашивания ликёра. Подобное руководство, вышедшее в начале XX века даёт четыре рецепта приготовления шоколадного ликёра. В конце XX века на рынке было представлено несколько марок шоколадного ликёра — это явилось результатом «шоколадного увлечения» 1990-х годов.

## Рецепт

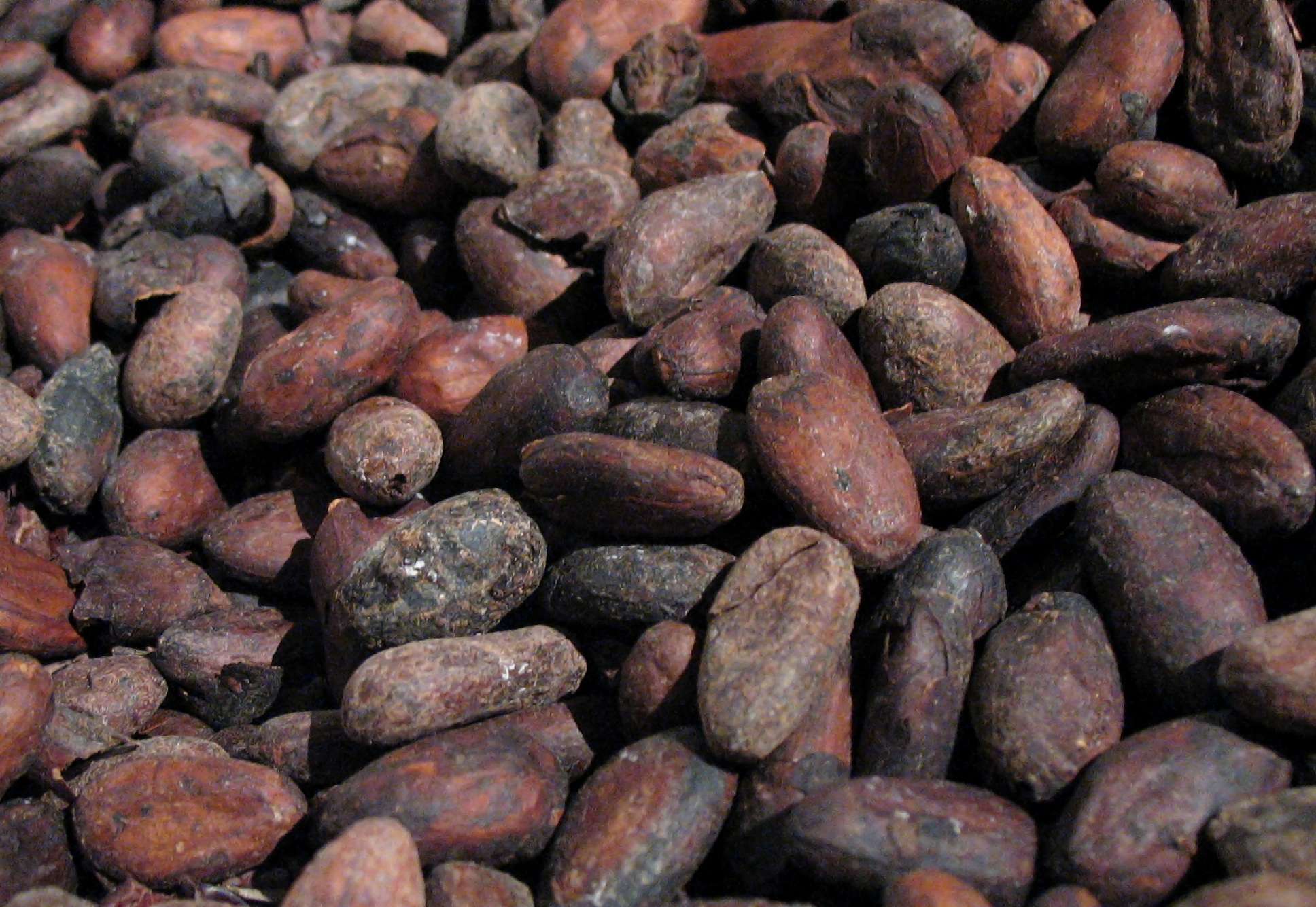
Какао-бобы.

В рецептах шоколадного ликёра в начале XIX века были представлены какао-бобы. В основном современном рецепте для изготовления шоколадного ликёра в домашних условиях перечислены ингредиенты: шоколадный экстракт, экстракт ванили, водка и простой сироп. Для стабилизации шоколадного экстракта в суспензии и получения ликёра погуще можно добавить глицерин. В чистом виде шоколадный ликёр прозрачен, однако может быть добавлена окраска. Рецепты для изготовления самодельных шоколадных ликёров могут в числе прочего содержать в качестве одного из ингредиентов сырые яйца, представляющие риск развития сальмонеллеза. Разумная безопасность может быть достигнута путём смешивания яиц с алкоголем перед добавлением других ингредиентов.
Изначально в процессе приготовления какао-бобы добавляли к классическому ликёру. Современное шоколадное вино можно рассматривать в качестве разновидности шоколадного ликёра.

## Вариации
Есть три типа шоколадного ликёра: ликёр, сливочный ликёр и крем-какао.

### Шоколадные ликёры
- Afrikoko (кокосовый орех и шоколад)
- Ashanti Gold
- Bicerin Di Giandujotto
- Djangoa (со вкусом аниса)
- Godiva Dark Chocolate
- Liqueur Fogg
- Mozart Black (тёмный шоколад)
- Royal Mint-Chocolate Liqueur (Франция)
- Sabra liqueur (тёмный шоколад и апельсины Jaffa)
- Thornton’s Chocolate Liqueur

### Сливочные шоколадные ликёры
- Cadbury Cream Liqueur[10]
- Dooley´s White Chocolate Cream Liqueur
- Dwersteg’s Organic Chocolate Cream Liqueur
- Godiva White Chocolate
- Florcello Chocolate Orange Cream Liqueur
- Mozart Gold Chocolate Cream Liqueur
- Mozart White Chocolate Cream Liqueur
- Vana Tallinn Chocolate Cream
- Vermeer Dutch Chocolate Cream Liqueur

### Crème de cacao
Crème de cacao может быть прозрачным или тёмным (карамельного цвета), который зачастую обозначается как «тёмный крем-какао». Французское слово «крем» относится к сливочной текстуре этого весьма сладкого ликёра, однако в его составе не содержится никакого молочного крема.
Содержание алкоголя в ликёре Crème de cacao варьирует обычно в пределах от 20 до 25 об.% (40—50 пруф (США)).

## Применение
Шоколадный ликёр желательно употреблять сразу после ужина, а не в качестве аперитива. Он входит в состав смешанных напитков (алкогольных коктейлей) и десертов, в том числе десертных соусов, тортов и трюфелей. Авторы кулинарных книг во многих рецептах шоколадного трюфеля рекомендуют добавлять небольшое количество шоколадного ликёра в расплавленный шоколад, но предупреждают, что добавление ликёра зачастую ведёт к растворению шоколада. Одно из самых необычных применений — шоколадная прокатанная помадка.
Вино и шоколад являются классическими ароматами, что находит практическое применение при смешивании некоторых коктейлей, которые сочетают крепкое красное вино с добавлением шоколадного ликёра. В связи со скандалом о происхождении некоторых бутылок XVII века, вероятно, наиболее спорным следует считать использование вин Харди Роденсток (Hardy Rodenstock) из коллекции Томаса Джефферсона. Бенджамин Уоллес пишет в своей книге «Уксус миллиардера», что в процессе дегустации предоставленных вин Hardy Rodenstock XIX века представителями шато Латур (фр. Château Latour — французское винодельческое хозяйство, расположенное в коммуне Пойяк), несколько человек отметили, что вина имеют аромат шоколадного ликёра и являются подделками.